# Antonio Las Heras Cortés
Antonio Las Heras Cortés (Provincia de Jaén, siglo XX), es un político español, alcalde de Baños de la Encina (Jaén) interrumpidamente desde 11 de junio de 2011 por el Partido Socialista Obrero Español, tras el cese de Miguel Ángel Conejero, por Izquierda Unida. Revalido la alcaldía en las municipales de 2015, 2019 y 2023, siendo el PSOE el partido mas votado de la localidad. 